# Список послов СССР и России в Гвинее
В статье представлен список послов СССР и России в Гвинейской Республике.
- 3 — 4 октября 1958 г. — установление дипломатических отношений на уровне посольств.

## Список послов
| Срок полномочий                    | Посол                          | Годы жизни | Вручение верительных грамот |
| ---------------------------------- | ------------------------------ | ---------- | --------------------------- |
| СССР                               |                                |            |                             |
| 10 марта 1959 — 2 января 1960      | Павел Иванович Герасимов       | 1915—1991  | 24 апреля 1959              |
| 2 января 1960 — 10 января 1962     | Даниил Семёнович Солод         | 1908—1988  | 3 марта 1960                |
| 10 января 1962 — 26 ноября 1964    | Дмитрий Данилович Дегтярь      | 1904—1982  | 23 февраля 1962             |
| 26 ноября 1964 — 30 июля 1968      | Алексей Леонидович Воронин     | 1917—1998  | 26 декабря 1964             |
| 30 июля 1968 — 17 февраля 1970     | Александр Капитонович Старцев  | 1919—1986  | 9 сентября 1968             |
| 17 февраля 1970 — 23 октября 1973  | Анатолий Петрович Ратанов      | 1921—1985  | 30 марта 1970               |
| 23 октября 1973 — 26 апреля 1978   | Леонид Николаевич Мусатов      | 1921—2001  | 2 ноября 1973               |
| 26 апреля 1978 — 9 марта 1982      | Виктор Иванович Минин          | 1926—1989  | 26 июня 1978                |
| 9 марта 1982 — 17 сентября 1986    | Владимир Сергеевич Китаев      | 1931—2016  | 6 марта 1982                |
| 17 сентября 1986 — 18 октября 1991 | Владимир Николаевич Раевский   | род. 1939  |                             |
| Российская Федерация               |                                |            |                             |
| 2 марта 1992 — 27 августа 1998     | Игорь Иванович Студенников     | род. 1940  |                             |
| 26 августа 1998 — 25 марта 2004    | Игорь Георгиевич Иващенко      | 1938—2020  |                             |
| 25 марта 2004 — 27 января 2011     | Дмитрий Васильевич Малев       | 1948—2015  |                             |
| 27 января 2011 — 4 марта 2019      | Александр Вадимович Брегадзе   | род. 1951  |                             |
| 4 марта 2019 — 23 июня 2023        | Вадим Владиленович Разумовский | род. 1958  | 20 июня 2019                |
| 23 июня 2023 — настоящее время     | Алексей Владимирович Попов     | род. 1961  | 24 ноября 2023              |